# Camila Vallejo
Camila Vallejo Dowling (Santiago de Chile 1988. április 28. –) egy chilei  diákcsoport vezetője.

## Élete
Apja és anyja kisvállalkozók, voltak még a hetvenes évek elején a szocialista Salvador Allende elnöksége idején a Chile Kommunista Párt tagjai voltak. Az 1973. szeptember 11-i Pinochet-puccsot követően szülei elkerülték a meghurcolást, így Camila gyerekkorát Maculban tölthette, és a La Florida kerület egyik szubvencionált magániskolájába járt. 2006-ban kezdett földrajzot tanulni az Universidad de Chilén, ahol baloldali gondolkodású fiatalokkal barátkozott, a földrajz szakosok központjának az alelnökévé is megválasztották. Közben átmenetileg egy kommuna vezetője is volt. Belépett az ifjúkommunisták szervezetébe. A FECH több mint százéves történetében Camila Vallejo a második elnöknő, ezért kapta a Companera Esperanza (a remény elvtársnő) megszólítást.

## A chilei diákvezér
„Ingyenes és minőségi oktatást” követelve az első felvonulást 2011. április 28-án tartották, nyolcezer egyetemista részvételével. Camila Vallejo ekkor kezdett egyeztetni két másik santiagói egyetem diákszövetségének vezetőjével, Giorgio Jacksonnal és Camilo Ballestroszszal
2011. Augusztus 25-én Chile fővárosban, Santiagóban kétszázezren, Chilében összesen 600 ezren demonstráltak. A rendőrség ezernégyszáz fiatalt letartóztatott. Egy rendőr által mellbe lőtt tizenéves diák halála – az összecsapások első halottja – végül arra késztette Sebastián Pinera elnököt, hogy a héten fogadja a diákvezetőket, köztük Camila Vallejót, eddig ugyanis elutasította a személyes találkozót a tüntetések szervezőivel. Az összefogás eredményeként 2011. júniusban már 80 ezren tüntettek a La Moneda elnöki palotánál, júliusban pedig már 150 ezren. Camila Vallejo különösen azzal hívta fel magára a média figyelmét, hogy „súlyos hibának, tévedésnek” nevezte Pinera elnök azon kijelentését, miszerint „az oktatás ugyanolyan, mint bármi más az életben, azaz ﬁzetni kell érte”. Szerinte viszont az oktatás nem árucikk és nem üzlet. Abból az ország fejlődése húz hasznot. Így persze azok a cégek is kamatoztatják az oktatás eredményét, amelyek a képzett fejeket alkalmazzák.

## Fordítás
Ez a szócikk részben vagy egészben  a   Camila Vallejo című angol Wikipédia-szócikk fordításán alapul.  Az eredeti cikk szerkesztőit annak laptörténete sorolja fel. Ez a jelzés csupán a megfogalmazás eredetét és a szerzői jogokat jelzi, nem szolgál a cikkben szereplő információk forrásmegjelöléseként.